# Näcktjärnen (Ljusnarsbergs socken, Västmanland)
Näcktjärnen är en sjö i Ljusnarsbergs kommun i Västmanland och ingår i Norrströms huvudavrinningsområde.